# Selva morale e spirituale
Selva morale e spirituale (em português: Antologia moral e espiritual), foi a última grande coleção de música sacra de Claudio Monteverdi, publicada em 1640, em Veneza.
Seu conteúdo, como o título indica, é uma compilação de textos moralizantes e sagrados postos em música, e sua composição deve ter sido iniciada não muito tempo após a publicação da coleção de 1610, com a qual se parece em vários aspectos, embora sua atmosfera geral seja mais jubilosa e triunfante. É uma reunião polimorfa de peças avulsas para uso ad libitum na liturgia, empregando uma grande variedade de recursos instrumentais e vocais e de formas - salmos corais, hinos, motetos, três Salve Regina, dois Magnificat e duas missas, uma delas apenas fragmentária. Aparentemente sua composição esteve ligada aos usos de música específicos da Basílica de São Marcos, onde ele nesta altura era o mestre de capela, e por isso se justifica a presença de uma missa em prima pratica e o emprego do estilo concertante e da divisão dos coros à maneira dos cori spezzati, que eram um traço antigo e típíco da música sacra veneziana e se valiam de uma distribuição especial dentro do espaço da Basílica a fim de obter efeitos antifonais impactantes.
A coleção encerra com o Pianto della Madonna, uma outra versão, com texto moralizante, da sua afamada ária Lasciatemi morire, da ópera L'Arianna. A Selva morale e spirituale contém algumas das mais pujantes e brilhantes peças de música sacra de Monteverdi, mas entre os problemas com que os intérpretes modernos se deparam para a reconstrução dessa música estão que alguns trechos estão incompletos, faltando linhas instrumentais, e que para apresentações modernas tiveram de ser reconstituídas; as partituras impressas possuem numerosos erros; certas seções são de autoria controvertida, parecem ter sido compostas por assistentes, além do fato de que sua instrumentação e distribuição de vozes, como era um costume da época, eram deixadas a cargo da discrição do regente, uma vez que as partituras trazem indicações escassas e muitas vezes de interpretação duvidosa.